# American Classics for Loving and Dancing Pleasure
American Classics for Loving and Dancing Pleasure è un album di cover del cantante Teddy Reno pubblicato nel 1974 dalla RCA Italiana.

## Tracce
Lato A
1. Lovely to look at (Fields, Kern, McHugh)
2. There's no you (Hopper, Adair)
3. Moonlight serenade (Miller, Parish)
4. Mule Train (Glickman, Heath, Lange)
5. Again (Cochran, Newman)
6. Prisoner of love (Robin, Columbo)

Lato B
1. Speak low (Weill, Nash)
2. A fine romance (Fields, Kern)
3. Nature boy (Ahbez)
4. Mañana (Barbour, Lee)
5. Night and day (Porter)
6. Temptation (Freed, Brown)